# Jacques Philippe Cornut
Jacques Philippe Cornut (* 19. Oktober 1606 in Paris; † 23. August 1651) war ein französischer Arzt und Botaniker. Sein offizielles botanisches Autorenkürzel lautet „Cornut“.

## Leben
Jacques Philippe Cornut verfasste mit Canadensium Plantarum Historia... (Paris, 1635) eines der ersten botanischen Werke über die nordamerikanische Flora. Er beschrieb darin ungefähr 460 Pflanzenarten, darunter mindestens 30 bisher unbekannte Arten. Er selbst ist nie nach Übersee gereist, sondern erhielt Samen und Pflanzen von französischen Siedlern.

## Ehrentaxon
Charles Plumier benannte ihm zu Ehren die Gattung Cornutia der Pflanzenfamilie der Eisenkrautgewächse (Verbenaceae). Carl von Linné übernahm später diesen Namen.

## Schriften (Auswahl)
- Canadensium plantarum aliarumque nondum editarum Historia; cui est adjectum ad calcem Enchiridion botanicum parisiense. Simon Le-Moyne, Paris 1635 (Digitalisat).

## Nachweise